# Apalis de Chirinda
L'apalis de Chirinda (Apalis chirindensis) és una espècie d'ocell passeriforme que pertany a la família Cisticolidae pròpia del sud-est d'Àfrica.

## Distribució i hàbitat
Es troba a les terres altes de l'est de Zimbàbue i l'oest de Moçambic.
L'hàbitat natural són els boscos humits tropicals.